# Mladen Mladenov
Mladen Mladenov (n. 10 martie 1957, Sofia, Republica Populară Bulgaria) este un luptător ce a reprezentat Bulgaria, medaliat olimpic. A participat la o ediție a Jocurilor Olimpice (1980) în care a câștigat o medalie de bronz.

## Participări
Lista de mai jos prezintă principalele competiții la care a participat Mladen Mladenov de-a lungul carierei.
- wrestling at the 1980 Summer Olympics – men's Greco-Roman 52 kg[*]